# Ferences templom és kolostor (Baja)
A bajai ferences templom és kolostor a 18. században épült barokk stílusban. A ferences rendi szerzetesek a török hódoltságot követően érkeztek a városba. Először a középkori eredetű és mecsetté alakított templomot megjavították és  paticsfalú rezidenciát, majd rendházat építettek, amelyet a Rákóczi-szabadságharcban felégettek.

## A mai rendház története
A mai rendház alapkövét 1721-ben rakták le, majd az 1740-es években újjáépítették.

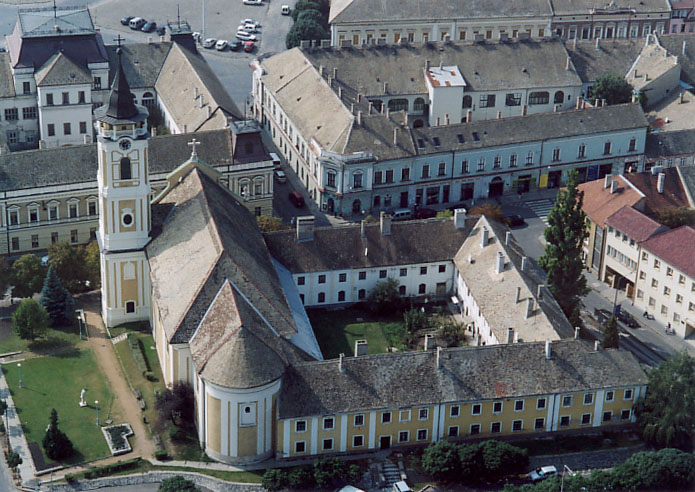
Az épületegyüttes a levegőből

A kolostor a templom északi oldalához csatlakozik. A többszöri átalakítások miatt a késő barokk stílusjegyek csak kevés helyen, a belső folyosók boltozatain, a lépcsőházban, ajtónyílásokon és a belső udvar egyes kiképzésein maradtak meg. A kolostor külső fala dísztelen volt a 20. század elejéig. Egykor kerítés vette körül, melynek egyik sarkán kis kápolnácskában volt az 1741-es barokk Mater Dolorosa szobor, mely most a templom falában lévő fülkében látható.
A megmaradt berendezések legfontosabb része a refektórium egyik gazdagon díszített rokokó ajtaja - Türr István Múzeum állandó kiállításán - és a 6200 kötetes könyvtár ritkaságai közül az Ady Endre Városi Könyvtárban és az Országos Széchényi Könyvtárban találhatók könyvritkaságok.
1950-ben feloszlatták a szerzetesrendet, a templom berendezéseinek és festményeinek nagy részét Kapisztrán János Ferences Rendtartomány nemrégiben visszakapta, amelyek még mindig a bajai Türr István Múzeum tulajdonát képezik. A rend visszaigényelte a kolostort, de a tulajdoni jogviszonyok rendezése még nem történt meg. Így a bajai vallási és kulturális élet egykori központjában egyelőre csak elkezdődtek a helyreállítási és a belső terek felújításának mozzanatai.

## A Páduai Szent Antal templom története
Az új templom alapkövét 1732-ben Patachich Gábor kalocsai érsek rakta le, végleges formáját az 1759-es felszenteléstől függetlenül 1764-ben nyerte el. A homlokzat déli sarkához magas torony illeszkedik, melynek aljában egy kápolna található.  A főhomlokzaton három szobor található: Szent Ferenc és Páduai Szent Antal, középen Immaculata-szobor. 
A templom egyhajós, egyenes szentélyzáródású elrendezésű, csehsüveg boltozattal fedett.  A Páduai Szent Antalt ábrázoló főoltárképet Wagner József festette 1844-ben. A főhajó freskóit 1948-50 között Kontuly Béla készítette. A templom alatt két kripta található. 
A templom oldalában a 20. század második felében kialakított szoborfülkében látható a Mater Dolorosa szobor 1740-ből.